# Jacques Testart
Pour les articles homonymes, voir Testart.
Cet article possède un paronyme, voir Jacques Testard de Montigny.
Jacques Testart, né en 1939 à Saint-Brieuc, est un biologiste français qui a permis la naissance du premier bébé éprouvette en France en 1982.

## Biographie
Il passe son enfance à Pierrefitte-sur-Seine (Seine-Saint-Denis) avant d'aller à l'école pratique d’agriculture d'Hyères puis à l'université d'Alger.

## Activité scientifique
Biologiste de formation, docteur en sciences, directeur de recherche honoraire à l'Inserm (Institut national de la santé et de la recherche médicale); ex président de la CFDD (Commission française du développement durable 1999-2003), Jacques Testart s'est consacré aux problèmes de procréation naturelle et artificielle chez l’animal et l'homme, et a écrit plus de 300 articles dans la presse scientifique internationale.
De 1964 à 1977, il est chercheur à l'INRA (Reproduction des mammifères domestiques).
De 1978, à 2007 il est chercheur, puis directeur de recherche à l'Inserm (procréation naturelle et artificielle dans l'espèce humaine).
Auteur des premières « mères porteuses » chez les bovins (1972) puis, avec son équipe biomédicale, des premiers succès en France de fécondation in vitro humaine (1982), congélation de l'embryon humain (1986), FIV avec injection du spermatozoïde (1994). Il est le père scientifique du premier bébé éprouvette français, Amandine, née le 24 février 1982.
Mais il refuse de travailler sur le tri d'embryons.

## Distinctions
- Chevalier de l'ordre national du Mérite, 1983.
- Prix scientifique de la Ville de Paris, 1990.
- Prix Moron (philosophie) de l’Académie française, 1993.
- Docteur honoris causa de l’université de Louvain, 1995.

## Prises de position scientifiques et politiques
Préoccupé de ce qu'il estime être des dérives de nos sociétés, Jacques Testart s'affirme le défenseur têtu « d'une science contenue dans les limites de la dignité humaine » et de la démocratie réelle.
Jacques Testart est chroniqueur du journal La Décroissance ainsi que du journal Le Sarkophage. Il a soutenu José Bové lors de l'élection présidentielle de 2007.
Il est le fondateur et le président d’honneur de la Fédération des biologistes de la fécondation et de la conservation de l’œuf (BLEFCO). Il est également fondateur ancien administrateur du Groupe d’étude de la FIV en France (GEFF) et du dossier national informatisé (FIVNAT). Il est membre de la Commission nationale de médecine et biologie de la reproduction (CNMBR) 1988-2000 et membre du Conseil pour les droits des générations futures 1993-1995. Il devient président de la Commission française du développement durable (CFDD) entre 1999 et 2003 et membre du Conseil d’évaluation et de prospective de la Commission des affaires étrangères et du plan du Sénat (depuis 2003).
Jacques Testart adopte des positions écologistes et altermondialistes. Il est notamment administrateur de l'association Inf'OGM et président d'honneur de l'association Fondation Sciences Citoyennes ; il est membre du Conseil scientifique d’Attac. En 2013, il a cosigné dans le journal Le Monde, avec Susan George et Edgar Morin, une tribune soutenant l'initiative citoyenne européenne « Arrêtons l'écocide en Europe ». Il est également très critique envers les OGM.
En 2007, critiquant les déclarations de Nicolas Sarkozy sur le caractère inné de certaines conduites, Jacques Testart dénonce un libéralisme économique « ennemi de l'humanisme » trouvant dans le scientisme un « allié naturel » prêt à l'optimisation compétitive des individus notamment par les moyens eugénistes. Il appelle plus tard à une « science citoyenne », indiquant qu'il faut « refonder notre système de recherche autour d'un nouveau contrat entre science et société, de nouvelles missions et orientations de la recherche et d'une alliance forte entre les acteurs de la recherche publique et la société civile, porteuse d'intérêts non marchands ».

### Critique de science
Jacques Testart a écrit plusieurs ouvrages de vulgarisation et de réflexion (voir Ouvrages, ci-dessous) où les propositions techniques de la biomédecine sont analysées et critiquées, ainsi que de très nombreux articles dans la presse où il expose ses prises de positions scientifiques et éthiques. Il se définit lui-même comme un critique de science, expliquant que "comme le critique d'art ou le critique littéraire, le critique de science, qui n'est absolument pas un ennemi des sciences, s'autorise à porter des jugements plutôt qu'applaudir religieusement toutes les productions de laboratoire".
Il prend fermement position contre ce qu'il estime être des dérives qui seraient induites par la PMA : eugénisme, homme augmenté, transhumanisme, etc. : 
Pour moi, la plus grande dérive, c’est le tri des embryons (DPI = Diagnostic préimplantatoire), qui représente une menace extraordinaire.
Il s'inquiète de l'éventuelle industrialisation future de la fabrication des bébés :
Mais tout désir est devenu exigence. Je veux un enfant. Le désir d’enfant, le droit à l’enfant… Et bientôt le droit à l’enfant normal, le droit à l’enfant supérieur… Tout ça prépare l’acceptation du diagnostic pré-implantatoire (DPI), du tri des embryons, en réduisant la grossesse à une fonction de grande banalité (on espère aussi l'utérus artificiel) et l’enfant à un objet auquel on a droit… Tout ça concourt à préparer une véritable révolution dans l’espèce, où on fabriquera, au sens industriel du terme, des bébés.
Afin que ces critiques soient entendues, il s'engage pour la protection des lanceurs d'alerte dès 2011 et rejoint le conseil d'administration de la Maison des lanceurs d'alerte à sa création en 2018.

## Ouvrages

### Essais
- De l'éprouvette au bébé spectacle, Éd. Complexe, 1984.
- L'Œuf transparent, Éd. Flammarion Coll. Champs, 1986.
- Le Magasin des enfants, ouvrage collectif, Éd. François Bourin, 1990. Rééd. Gallimard coll. Folio, 1994.
- Le Désir du gène, Éd. François Bourin, 1992 ; Rééd. Flammarion coll. Champs, 1994
- La Procréation médicalisée, Éd. Flammarion, coll. « Dominos », 1993.
- Des grenouilles et des hommes. Conversations avec Jean Rostand, Éd. Stock, 1995.
- Pour une éthique planétaire, avec Jens Georg Reich, Éd. Mille et une nuits, 1997.
- Des hommes probables. De la procréation aléatoire à la reproduction normative, Éd. du Seuil, 1999.
- Procréation et manipulations du vivant, Éd. France Loisirs, 2000.
- Au bazar du vivant. Biologie, médecine et bioéthique sous la coupe libérale, avec Christian Godin, Éd. du Seuil coll. Points Virgule, 2001.
- Réflexions pour un monde vivable, ouvrage collectif, Éd. Mille et une nuits, 124 pp., 2003,  (ISBN 2842057902).
- Le Vivant manipulé, Éd. Sand, 189 pp., 2003,  (ISBN 2-7107-0706-3).
- Le Vélo, le Mur et le Citoyen, Éd. Belin, 128 p., 2006.
- Petit florilège naturaliste. Extraits d’un manuel du naturaliste de 1770, Éd. Belin , 144 p., 2006.
- OGM : quels risques ? avec Yves Chupeau, Prométhée, coll. Pour ou contre ?, Bordeaux, 2007  (ISBN 978-2916623016)
- Labo planète. Ou comment 2030 se prépare sans les citoyens, avec Catherine Bourgain et Agnès Sinaï, Fayard, coll. Mille et une nuits, Paris, 2011  (ISBN 978-2755501117)
- Altergouvernement, ouvrage collectif réunissant Paul Ariès, Geneviève Azam, Marc Dufumier, Marie Duru-Bellat, Claude Egullion, Jean-Baptiste Eyraud, Susan George, Franck Lepage, Jean-Marie Harribey, Philippe Leymarie, Laurent Mucchielli, Aline Pailler, Nathalie Péré-Marzano, Fabien Piasecki, Michel Pinçon, Monique Pinçon-Charlot et Clarisse Taron, éditions Le Muscadier, 2012
- À qui profitent les OGM ? (sous-titre : Le tournant de l'« affaire Séralini »), CNRS éditions, 2013  (ISBN 978-2271076694).
- Faire des enfants demain, Éd. du Seuil, 2014  (ISBN 978-2-02-115702-4).
- L'Humanitude au pouvoir. Comment les citoyens peuvent décider du bien commun, Éd. du Seuil, 2015  (ISBN 978-2-02-121931-9).
- Rêveries d'un chercheur solidaire, La ville brule, 2016  (ISBN 978-2360120888).
- avec Agnès Rousseaux, Au péril de l'humain. Les promesses suicidaires des transhumanistes, Éd. du Seuil, 2018  (ISBN 978-2021342994)

### Romans
- Simon l'embaumeur ou la Solitude du magicien, éditions François Bourin, 1987. Rééd. Gallimard, coll. « Folio » (no 2014), 192 pp., 1989  (ISBN 2070381021).
- Ève ou la Répétition, éditions Odile Jacob, 1998  (ISBN 2738106099).

## Filmographie
- Intervient dans le film Sous les pavés, la terre de Thierry Kruger et Pablo Girault, 2009